# کارور (دهانه)
کارور یک دهانه برخوردی در ماه‌ است.

## دهانه‌های اقماری
این دهانه ۲ دهانه اقماری دارد.
| Carver | عرض جغرافیایی | طول جغرافیایی | قطر          |
| ------ | ------------- | ------------- | ------------ |
| M      | ۴۵.۰° S       | ۱۲۶.۸° E      | ۷۶.۰ کیلومتر |
| L      | ۴۵.۲° S       | ۱۲۷.۸° E      | ۳۳.۰ کیلومتر |